# ビーズログ文庫
ビーズログ文庫（ビーズログぶんこ）は、KADOKAWAから発行されている少女向けライトノベル（文庫）レーベル。以前はB's-LOG文庫の表記で、エンターブレインから発行されていた。2006年10月創刊（B's-LOG文庫）。毎月15日発売（月によっては多少前後する）。
他社と同様にオリジナル作品が中心だがノベライズも出版されている。
メディア展開として、漫画化・ドラマCD化されている作品も少なくなく、『闇の皇太子』や『死神姫の再婚』のように舞台化された作品もある。『歴史に残る悪女になるぞ 悪役令嬢になるほど王子の溺愛は加速するようです!』を期に、アニメ化も行われている。
2015年4月より姉妹レーベルとなるビーズログ文庫アリスが創刊されている。本レーベルと比べると現代を設定にされている作品が比較的豊富である。アリスのラインナップにはビーズログ文庫の人気作品『闇の皇太子』『お庭番望月蒼司朗参る!』の続刊も含められている。

## アニメ化作品
| 作品                                                                   | 放送年 | アニメーション制作 | 備考 |
| ---------------------------------------------------------------------- | ------ | ------------------ | ---- |
| 歴史に残る悪女になるぞ 悪役令嬢になるほど王子の溺愛は加速するようです! | 2024年 | MAHO FILM          |      |
| 悪役令嬢は隣国の王太子に溺愛される                                     | 2026年 | スタジオディーン   |      |